# Богдаші (Псковська область)
Богдаші (рос. Богдаши) — присілок в Палкінському районі Псковської області Російської Федерації.
Населення становить 31 особу. Входить до складу муніципального утворення Новоуситовська волость.

## Історія
Від 2015 року входить до складу муніципального утворення Новоуситовська волость.

## Населення
| 2001 | 2002 | 2010 | 2013 | 2014 | 2016 |
| ---- | ---- | ---- | ---- | ---- | ---- |
| 32   | ↗38  | ↘27  | ↗33  | ↗34  | ↘31  |